# Associação de Estudantes da Escola Superior Agraria de Coimbra
Le Associação de Estudantes da Escola Superior Agraria de Coimbra (AE ESAC) est un club portugais de rugby à XV basé à Coimbra.
Le club évolue au deuxième niveau du rugby portugais, le Championnat du Portugal de deuxième division de rugby à XV ou Campeonato Nacional de I Divisião.

## Histoire
L'Associação de Estudantes da Escola Superior Agraria de Coimbra (AE ESAC) est fondé en 1965 par des étudiants de l'Escola Superior Agrária (en) de Coimbra.

## Palmarès
- Championnat du Portugal de deuxième division de rugby (1)
  - Champion : 2006/07
  - Vice-Champion :

## Effectif 2007-2008

### Les avants
| Joueur           | Poste           | Profession |
| ---------------- | --------------- | ---------- |
| Alcino Silva     | Pilier          |            |
| Ângelo Carvalho  | Pilier          |            |
| Fernando Cardoso | Pilier          |            |
| Francisco Afonso | Pilier          |            |
| Mario Geraldo    | Pilier          |            |
| Pedro Quadros    | Pilier          |            |
| Rui Franca       | Pilier          |            |
| Vasco Nunes      | Pilier          |            |
| Henrique Correia | Pilier          |            |
| Ricardo Oliveira | Talonneur       |            |
| Pedro Mildões    | Talonneur       |            |
| Jorge Geraldo    | Talonneur       |            |
| André Oliveira   | Deuxième ligne  |            |
| Duarte Branco    | Deuxième ligne  |            |
| Fernando Esgaio  | Deuxième ligne  |            |
| Hugo Crespo      | Deuxième ligne  |            |
| Jorge Azevedo    | Deuxième ligne  |            |
| Luis Carvalho    | Deuxième ligne  |            |
| Nuno Martins     | Deuxième ligne  |            |
| Rui Gomes        | Deuxième ligne  |            |
| João Alberty     | Troisième ligne |            |

### Les arrières
| Joueur              | Poste              | Profession |              |
| ------------------- | ------------------ | ---------- | ------------ |
| Tiago Gonçalves     | Demi de mêlée      |            |              |
| João Lemos          | Demi d'ouverture   |            |              |
| Luis Monteiro       | Demi d'ouverture   |            |              |
| Rodrigo Miguel      | Demi d'ouverture   |            |              |
| Antonio Corte-Real  | Trois quart centre |            |              |
| Fernando Valle      | Trois quart centre |            |              |
| João Batista        | Trois quart centre |            |              |
| Luis Sa             | Trois quart centre |            |              |
| Antonio Portela     | Ailier             |            |              |
| Fernando Carvalhais | Ailier             |            |              |
| Filipe Martins      | Ailier             |            |              |
| Francisco Almeida   | Ailier             |            |              |
| Francisco Barreto   | Ailier             |            |              |
| Iñaki Arratibel     | Ailier             |            |              |
| Luis Almeida        | Ailier             |            |              |
| Miguel Soares       | Ailier             |            |              |
| Ricardo Cid         | Ailier             |            |              |
| Tiago Pessoa        | Ailier             |            |              |
| Vladimiro Casaleiro | Ailier             |            |              |
| Paulo Brinca        | Arrière            |            |              |
| Pedro Borja         | Arrière            |            | Pedro Raposo |

## Liens  externes
- (pt) Site officiel